# Alfons Dresen
Alfons Jean (Fons) Dresen (Lier, 24 juli 1931) is een gewezen doelman die ook voor de Rode Duivels uitkwam.
Dresen sloot zich aan bij Lierse SK in 1942 en debuteerde in 1948, op zijn zeventiende, in het eerste elftal en bleef titularis.
In 1957 had hij een dispuut met de club en weigerde nog te spelen. Het seizoen erop vertrok hij naar Waterschei THOR, waar hij drie seizoenen bleef spelen, maar na zijn tachtigste competitiewedstrijd kreeg hij een auto-ongeval en wilde hij niet meer zo ver rijden. Hierdoor transfereerde hij in 1961 terug naar Lier bij TSV Lyra, dat op dat moment in de Derde Klasse speelde.
In 1966, op zijn vijfendertigste, stopte Dresen met voetballen. Hij is de doelman met de meeste doelpunten ooit met in totaal 24 doelpunten, waarvan de meeste op strafschop maar ook soms op vrije trap. Zo schoot hij vanaf de middenstip een vrije trap los binnen, en zo ging doelman Willem Schaap zijn polsen eens over na het pakken van de bal waarmee hij in het doel vloog. Bij de volgende strafschop die hij mocht trappen weigerde de doelman van Daring CB in het doel te staan en ging hij tegen de paal leunen.
In totaal speelde hij in de hoogste afdeling 182 wedstrijden en maakte 12 doelpunten. Alleen Philippe Vande Walle maakte op het hoogste niveau één doelpunt meer. Dresen scoorde er ook zeven in tweede en vijf in derde afdeling.